# 이용원 (헌병)
이용원(李容洹, ? ~ ?)은 3·1 운동 때 경상남도 창원군에서 시위 군중에게 총격을 가해 살상한 일제강점기의 헌병보조원이다.

## 생애
생몰년이나 출신 지역 등 기본적인 신상 정보는 알 수 없다. 1919년 3·1 운동 당시 경남 창원의 진동헌병주재소에서 헌병보조원 직책으로 근무하고 있었다.
3·1 운동 촉발 이후에 창원에서는 진동면(鎭東面)과 진북면(鎭東面), 진전면(鎭田面)의 3개 마을에서 연합 시위인 삼진 의거가 변상태 등의 주도로 두 차례에 걸쳐 일어났다. 이는 경기도 안성, 수원과 경남 합천의 연합 시위와 함께 3·1 운동 사상 대표적인 연합시위로 꼽힌다.
1919년 4월 3일 제2차 삼진 의거, 일명 4·3 삼진 의거가 발생했을 때 연합 시위대가 진동읍내 방면으로 태극기를 들고 행진하고 있었다. 이 때 일본인 헌병들의 지시를 받은 이용원은 진북면 사동천(社洞川) 다리 옆에서 진동헌병주재소 육군 헌병 오장(伍長)이었던 가와카미 세이타로(川上淸太郞)와 일본인 상등병 시부타니 시치지(澁谷七次), 미쓰이시마 모이치(三井島茂一), 조선인 헌병보조원 심의진과 함께 시위대를 향해 38발을 발포하여 5명을 즉사시키고 11명에게 부상을 입혔다. 약 3천여 명으로 추정되는 시위대는 비무장 상태였기 때문에 발포로 인해 해산되었고, 헌병대 측은 일부가 타박상을 입는 피해에 그쳤다.
2007년 친일반민족행위진상규명위원회에서 발표한 친일반민족행위 195인 명단에 또다른 헌병보조원인 심의진과 함께 포함되었다. 2008년 민족문제연구소에서 친일인명사전에 수록하기 위해 정리한 친일인명사전 수록예정자 명단에도 선정되었다.

## 같이 보기
- 3·1 운동 : 삼진 의거

## 참고 자료
- 친일반민족행위진상규명위원회 (2007년 12월). 〈이용원 (李容洹)〉 (PDF). 《2007년도 조사보고서 II - 친일반민족행위결정이유서》. 서울. 1325~1329쪽쪽. 발간등록번호 11-1560010-0000002-10. [깨진 링크(과거 내용 찾기)]
- 변갑섭 : 독립유공자 공훈록 - 국가보훈처
- 변상복 : 독립유공자 공훈록 - 국가보훈처